# Thumatha inouei
Thumatha inouei är en fjärilsart som beskrevs av Okano 1958. Thumatha inouei ingår i släktet Thumatha och familjen björnspinnare. Inga underarter finns listade i Catalogue of Life.